# 185ª Divisione paracadutisti "Folgore"
La Divisione paracadutisti "Folgore" è stata una grande unità del Regio Esercito italiano durante la seconda guerra mondiale.

## Storia
(epigrafe davanti sacrario militare italiano di El Alamein)
Il 15 ottobre 1939 venne istituita in Italia la Regia Scuola Paracadutisti dell'Aeronautica a Tarquinia, che iniziò l'addestramento dei primi istruttori dell'Esercito a giugno 1940 e i primi corsi per le reclute il mese successivo.

### Origini
Le prime unità ad essere costituite a Tarquinia (luglio 1940) furono il I e II Battaglione paracadutisti ed il III Battaglione Carabinieri paracadutisti (successivamente rinominati rispettivamente II, III e I). Nella primavera del 1941 si aggiunse il IV Battaglione paracadutisti, che con il II e III battaglione e la 1ª Compagnia cannoni controcarro andò a formare il 1º Reggimento Paracadutisti. Elementi del II Battaglione effettuarono il 30 aprile 1941 un aviolancio sull'isola greca di Cefalonia, senza incontrare opposizione. Nel corso del 1941 vennero formati anche il 2º Reggimento (V, VI e VII Battaglione, 2ª Compagnia cannoni) ed il 3º Reggimento (IX, X ed XI Battaglione, 3ª Compagnia cannoni). L'VIII Battaglione venne invece riaddestrato presso la Scuola Guastatori del Genio. Le Compagnie cannoni reggimentali vennero quindi utilizzate come base per la costituzione del I, II e III Gruppo artiglieria paracadutisti, successivamente raggruppate nel Reggimento artiglieria paracadutisti.

### Costituzione e addestramento

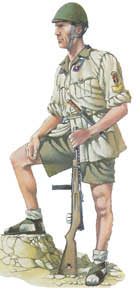
La divisa dei guastatori paracadutisti

Da questi elementi il 1º settembre 1941 venne formata la 1ª Divisione Paracadutisti al comando del generale di brigata Francesco Sapienza e quindi, dal 1º marzo 1942, dal generale di Brigata Enrico Frattini, ufficiale del genio, già addetto al capo di SMRE generale d'armata Mario Roatta. Il nome "Folgore" venne ufficialmente aggiunto solo nell'agosto 1942.
Trasferita nelle Puglie, nelle campagne tra Ceglie Messapica, Ostuni e Villa Castelli  fu sottoposta ad un duro addestramento in vista della progettata invasione di Malta (Operazione C3).

### Invio in Africa Settentrionale
Nel luglio 1942 la divisione venne invece trasferita in Africa Settentrionale sotto il nome di copertura di 185ª Divisione "Cacciatori d'Africa" (successivamente mutato in 185ª Divisione Paracadutisti "Folgore") al comando del generale Enrico Frattini. Contemporaneamente i battaglioni divennero da due a tre per Reggimento, reggimenti che cambiarono anche denominazione: prima della partenza dei tre Reggimenti di fanteria partirono solo il 186º e 187º, mentre il 185º reggimento, e rimase in Italia per formare il nucleo della 184ª Divisione paracadutisti "Nembo". Il Reggimento artiglieria assunse il numero 185º.

### Organizzazione

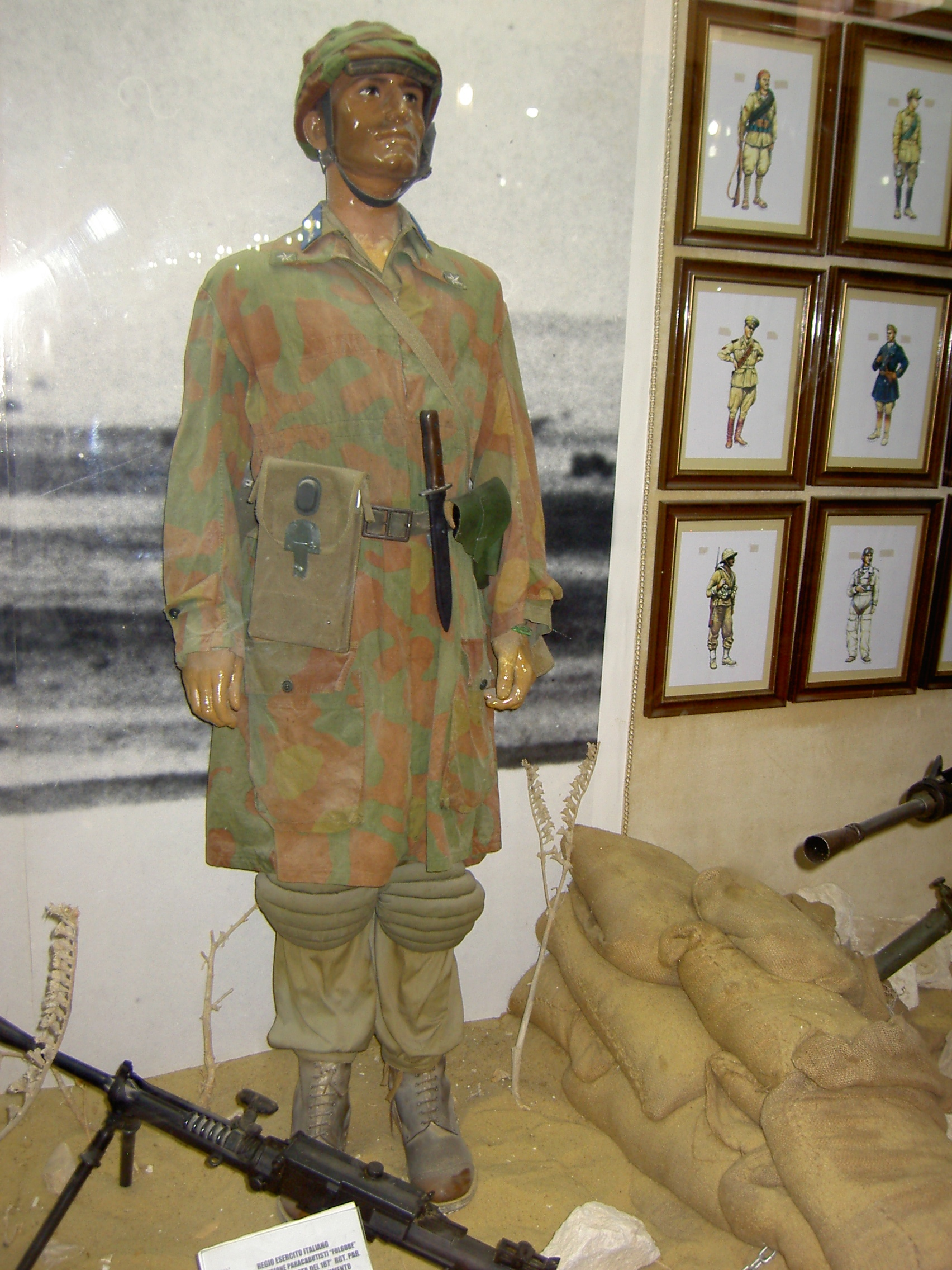
Divisa originale di un paracadutista del 187º reggimento paracadutisti della divisione "Folgore" della seconda guerra mondiale esposta al museo della Battaglia di El Alamein (Egitto)

Settembre 1941
L'organizzazione divisionale alla sua costituzione era la seguente:
- Compagnia comando e servizi divisionali
- 1º Reggimento fanteria paracadutisti
- 2º Reggimento fanteria paracadutisti
- 3º Reggimento fanteria paracadutisti (dal 10 marzo 1942)
- Reggimento artiglieria paracadutisti
- VIII Battaglione guastatori paracadutisti
- Compagnia minatori-artieri
- Compagnia collegamenti

Agosto 1942
L'organizzazione divisionale ad agosto 1942 era la seguente, con un organico teorico di 5.912 Uomini (di cui 299 ufficiali):
Comando e Compagnia comando divisionale
185ª Compagnia mista Carabinieri
260º Ufficio postale da campo
20ª Sezione sussistenza
20ª Sezione intendenza
185ª Sezione sanità
185º Reparto trasporti
20ª Compagnia mortai (81 mm mod.35)
185ª Compagnia genio collegamenti
185ª Compagnia genio minatori-artieri
VIII Battaglione guastatori paracadutisti su:
Compagnia comando
22ª Compagnia guastatori paracadutisti
23ª Compagnia guastatori paracadutisti
24ª Compagnia guastatori paracadutisti
187º Reggimento fanteria paracadutisti, su:
Comando e Compagnia comando
Compagnia cannoni reggimentale (47/32 mod.35)
II Battaglione paracadutisti, su:
Compagnia comando
4ª Compagnia paracadutisti
5ª Compagnia paracadutisti
6ª Compagnia paracadutisti
IV Battaglione paracadutisti, su:
Compagnia comando
10ª Compagnia paracadutisti
11ª Compagnia paracadutisti
12ª Compagnia paracadutisti
IX Battaglione paracadutisti, su:
Compagnia comando
25ª Compagnia paracadutisti
26ª Compagnia paracadutisti
27ª Compagnia paracadutisti
X Battaglione paracadutisti, su:
Compagnia comando
28ª Compagnia paracadutisti
29ª Compagnia paracadutisti
30ª Compagnia paracadutisti
186º Reggimento fanteria paracadutisti, su:
Comando e Compagnia comando
Compagnia cannoni reggimentale (47/32 mod.35)
V Battaglione paracadutisti, su:
Compagnia comando
13ª Compagnia paracadutisti
14ª Compagnia paracadutisti
15ª Compagnia paracadutisti
VI Battaglione paracadutisti, su:
Compagnia comando
16ª Compagnia paracadutisti
17ª Compagnia paracadutisti
18ª Compagnia paracadutisti
VII Battaglione paracadutisti, su:
Compagnia comando
19ª Compagnia paracadutisti
20ª Compagnia paracadutisti
21ª Compagnia paracadutisti
185º Reggimento artiglieria paracadutisti, su:
Comando e batteria comando
I Gruppo artiglieria paracadutisti, su:
Batteria comando
1ª Batteria artiglieria paracadutisti (47/32 mod.35)
2ª Batteria artiglieria paracadutisti (47/32 mod.35)
II Gruppo artiglieria paracadutisti, su:
Batteria comando
3ª Batteria artiglieria paracadutisti (47/32 mod.35)
4ª Batteria artiglieria paracadutisti (47/32 mod.35)
III Gruppo artiglieria paracadutisti, su:
Batteria comando
5ª Batteria artiglieria paracadutisti (47/32 mod.35)
6ª Batteria artiglieria paracadutisti (47/32 mod.35)
Settembre 1942
All'inizio di settembre la Divisione si schierò a difesa nel settore meridionale della linea difensiva di El Alamein, costituendo il X Corpo d'armata assieme alla 17ª Divisione Fanteria "Pavia" e riorganizzandosi come segue:
Raggruppamento Tattico "Ruspoli" (VII ed VIII Battaglione)
Raggruppamento Tattico "Bechi" (II e IV Battaglione)
Raggruppamento Tattico "Camosso" (IX e X Battaglione)
Raggruppamento Tattico "Tantillo" (V e VI Battaglione)
L'artiglieria divisionale contrasse i suoi Gruppi a due (I e III) e si suddivise in supporto diretto ai vari Raggruppamenti.
Per supplire alla mancanza di artiglieria campale della Divisione, venne costituito un Raggruppamento Tattico Artiglieria "Folgore" al comando del colonnello Boffa, costituito dai seguenti reparti:
II Gruppo, 26º Reggimento artiglieria "Rubicone" (75/27 mod.06 - dalla 17ª Divisione fanteria "Pavia")
IV Gruppo, 26º Reggimento artiglieria "Rubicone" (100/17 mod.16 - dalla 17ª Divisione fanteria "Pavia")
I Gruppo, 21º Reggimento artiglieria "Po" (100/17 mod.16 - dalla 101ª Divisione motorizzata "Trieste")
III Gruppo, 1º Reggimento artiglieria Celere (75/27 mod.06 - dalla 27ª Divisione fanteria "Brescia")
XXXI Gruppo, 132º Reggimento artiglieria "Ariete" (88/55 FlaK 37 - dalla 132ª Divisione corazzata "Ariete")
III Gruppo, 132º Reggimento artiglieria "Ariete" (90/53 mod.41 - dalla 132ª Divisione corazzata "Ariete")
Gruppo di Formazione, 155.e Artillerie-Regiment (8,8cm Flak 37, 10cm K18 e 21cm K38 - dalla 21. Panzer-Division)

### I primi combattimenti
Schierata nel deserto libico, fu usata come unità di fanteria leggera.
La linea tenuta dai paracadutisti italiani viene attaccata la notte del 24 ottobre 1942 dalla 1ª brigata francese a Naqb Rala. Alle prime luci dell'alba la brigata venne però respinta e due suoi battaglioni semidistrutti.

### El Alamein
La divisione Folgore durante la seconda battaglia di El Alamein riuscì a resistere assieme ad elementi della Divisione "Pavia" ai ripetuti tentativi di sfondamento portati dalla 7ª Divisione corazzata britannica, così come al grande attacco concentrico sferrato il 25 ottobre da elementi della 7ª Divisione Corazzata e della 44ª e 50ª Divisione di fanteria, e l'ultimo tentativo della 132ª Brigata Fanteria (44ª Divisione) il giorno 27.

In ottemperanza agli ordini dell'ACIT la divisione "Folgore" iniziò la ritirata nella notte del 3 novembre 1942, in condizioni rese difficilissime dalla mancanza di mezzi di trasporto. Dopo due giorni di marcia nel deserto, alle 14:35 del giorno 6, dopo aver distrutto le armi, ciò che restava della Divisione si arrese alla 44ª divisione fanteria britannica del generale Hughes. I paracadutisti italiani ottennero dai britannici l'onore delle armi e, dopo la resa, il generale Hughes volle ricevere i generali Frattini e Riccardo Bignami e il colonnello Boffa, complimentandosi per il comportamento dei loro uomini.
Dopo la battaglia di El Alamein alla Divisione "Folgore" ed ai suoi Reggimenti verrà conferita la Medaglia d'Oro al Valor Militare.
Interamente distrutta in combattimento, la divisione "Folgore" venne sciolta a fine 1942.

### In Tunisia
Con alcuni sopravvissuti e rimpiazzi in Libia venne costituito il CLXXXV Battaglione Paracadutisti "Folgore",  comandato dal capitano Lombardini, articolato su cinque compagnie e inquadrato nel 66º Reggimento fanteria della Divisione "Trieste" del XX Corpo d'armata prendendo parte dalla campagna di Tunisia in cui sostenne una serie di aspri combattimenti a Medenine, Gabès sull'Akarit e in difesa della linea del Mareth in Tunisia nel 1943, e anche in tale occasione diede un'eccellente prova, distinguendosi particolarmente nella battaglia di Takrouna contro i neozelandesi, nella quale il battaglione venne distrutto.

## Comandanti
- generale di brigata Francesco Sapienza  (1º settembre 1941 - 1 marzo 1942)
- generale di divisione Enrico Frattini (1 marzo 1942 - 19 ottobre 1942)
- Gen. Brig. Riccardo Bignami (interim) (19 ottobre 1942 - 29 novembre 1942)

## Onorificenze
Tutte le bandiere di guerra dei Reggimenti della Divisione "Folgore" furono decorate della Medaglia d'Oro al Valor Militare:
 Medaglia d'oro al Valor Militare (185º Rgt. artiglieria paracadutisti - El Alamein, 23 ottobre - 6 novembre 1942)
 Medaglia d'oro al Valor Militare (186º Rgt. fanteria paracadutisti - Africa Settentrionale, 22 luglio - 12 ottobre 1942 e Battaglia di El Alamein, 23 ottobre - 6 novembre 1942)
 Medaglia d'oro al Valor Militare (187º Rgt. fanteria paracadutisti - Africa Settentrionale, 22 luglio - 12 ottobre 1942 e Battaglia di El Alamein, 23 ottobre - 6 novembre 1942)

## Nei media
Dalla storia della 185ª Divisione paracadutisti sono stati tratti diversi film:
- Divisione Folgore del 1954 diretto da Duilio Coletti.
- La battaglia di El Alamein, che racconta la battaglia di El Alamein dagli occhi del maresciallo dei Bersaglieri motociclisti Claudio Borri e dal tenente della Divisione Folgore Giorgio Borri.
- El Alamein - La linea del fuoco del 2002 diretto da Enzo Monteleone, anch'esso riguardante la battaglia di El Alamein dal punto di vista delle truppe italiane.
- El Alamein (Deserto di gloria) del 1957 diretto dal regista Guido Malatesta, che come i due precedenti tratta la celebre battaglia dagli occhi della Folgore.